# Trifolium praetermissum
Trifolium praetermissum är en ärtväxtart som beskrevs av Greuter, Pleger och Raus. Trifolium praetermissum ingår i släktet klövrar, och familjen ärtväxter. Inga underarter finns listade i Catalogue of Life.